# Kärjenniemenselkä
Kärjenniemenselkä är en del av sjön Vanajavesi i Finland. Den ligger i norra delen av sjön i Valkeakoski kommun, med centralorten vid nordöstra stranden.